# Turmogos

Ethnographic Iberia 200 BCE-es

Os Turmogos (em latim: Turmogi), Turmódigos (em latim: Turmodigi), Tormogus (em latim: Tormogus), Curgonios (em latim: Curgoni) ou Murbogos (em grego: Μούρβογοι) foram um povo pré-romano que habitava na Península Ibérica.